# Acanthochitona limbata
Acanthochitona limbata är en blötdjursart som beskrevs av Kaas 1986. Acanthochitona limbata ingår i släktet Acanthochitona och familjen Acanthochitonidae.
Artens utbredningsområde är Madagaskar. Inga underarter finns listade i Catalogue of Life.